# Addison (Vermont)
Addison ist eine Town im Addison County des Bundesstaates Vermont in den Vereinigten Staaten mit 1365 Einwohnern (laut Volkszählung von 2020).

## Geographie

### Geografische Lage
Addison liegt am Ostufer des Lake Champlain an der Grenze zum Bundesstaat New York. Über einen schmalen Seeausläufer, der die Landesgrenze nach Westen zwischen Vermont und New York bildet, führt eine Straßenverbindung, die Lake Champlain Bridge, zur Landspitze Crown Point. Der Otter Creek fließt in nördlicher Richtung entlang der nordöstlichen Grenze der Town. Die Oberfläche ist eher eben, im Osten liegt der 392 m hohe Snake Mountain.

### Nachbargemeinden
Alle Angaben als Luftlinien zwischen den offiziellen Koordinaten der Orte aus der Volkszählung 2010.
- Norden: Panton, 2,5 km
- Nordosten: Waltham, 11,7 km
- Osten: Weybridge, 12,2 km
- Südosten: Cornwall, 13,1 km
- Süden: Bridport, 2,5 km
- Südwesten: Ticonderoga, New York, 25,5 km
- Westen: Crown Point, New York, 28,1 km
- Nordwesten: Moriah, New York, 22,3 km

### Stadtgliederung
In der Town gibt es drei Siedlungskerne: West Addison am Ufer des Champlainsees, Chimney Point an der Zufahrt zur Brücke und Addison Four Corners der Kreuzung der Landstraßen Vermont State Route 17 und Vermont State Route 22A.

### Klima
Die mittlere Durchschnittstemperatur Addisons liegt zwischen −8,5 °C (17 °Fahrenheit) im Februar und 21 °C (70 °Fahrenheit) im Juli. Damit ist der Ort gegenüber dem langjährigen Mittel der USA um etwa 10 Grad kühler. Die Schneefälle zwischen Oktober und März liegen mit bis zu sechs Metern etwa doppelt so hoch wie die mittlere Schneehöhe in den USA, die tägliche Sonnenscheindauer liegt am unteren Rand des Wertespektrums der USA.

## Geschichte
Die Town wurde am 14. Oktober 1761 durch Benning Wentworth als Teil der New Hampshire Grants mit einer Fläche von 28.800 Acres (etwa 116,5 km²) zur Besiedlung ausgerufen, war aber bereits 1731 durch die Franzosen mit einem Fort am Chimney Point besiedelt worden, das als Pendant zum späteren Fort Crown Point diente. 1764 wurde das Land durch königlichen Beschluss dem Staat New York zugeschlagen und ab 1769 durch die Engländer urbar gemacht. Zwischen 1776 und 1783 zogen sich die Siedler in den Süden zurück, der Kriege zwischen Briten, Indianern und Franzosen wegen, in deren Verlauf jedes einzelne Gebäude der Siedler vernichtet wurde.
Die zweite Besiedlung ab 1783 wandelte das flache Land in der Ebene des Champlainsees in fruchtbares Ackerland um. In Ermangelung von Gewässern mit ausreichenden Gefällen konnten aber keine wasserkraftgetriebenen Mühlen errichtet werden; die nächstgelegene Windmühle stand am Crowns Point und war nur mit der Fähre über den Hudson erreichbar. So entwickelte sich, trotz des guten Bodens, weder eine industrielle Ansiedlung noch kam es zu einem großen Bevölkerungswachstum. Ganz im Gegenteil nahm die Bevölkerungszahl ab; ein Trend, der sich erst seit der Mitte der 1960er Jahre wieder umkehrt. Das Land wurde in erster Linie als Weideland genutzt. Für 1840 werden aus der Town 3212 Rinder und 30.465 Schafe belegt. Die rein landwirtschaftliche Ausrichtung ist bis zum heutigen Tag erhalten geblieben; allerdings wurde die Schafzucht durch die in der Region weit verbreitete Milchviehwirtschaft abgelöst.

### Einwohnerentwicklung
| Volkszählungsergebnisse - Town of Addison, Vermont | Volkszählungsergebnisse - Town of Addison, Vermont | Volkszählungsergebnisse - Town of Addison, Vermont | Volkszählungsergebnisse - Town of Addison, Vermont | Volkszählungsergebnisse - Town of Addison, Vermont | Volkszählungsergebnisse - Town of Addison, Vermont | Volkszählungsergebnisse - Town of Addison, Vermont | Volkszählungsergebnisse - Town of Addison, Vermont | Volkszählungsergebnisse - Town of Addison, Vermont | Volkszählungsergebnisse - Town of Addison, Vermont | Volkszählungsergebnisse - Town of Addison, Vermont |
| Jahr                                               | 1700                                               | 1710                                               | 1720                                               | 1730                                               | 1740                                               | 1750                                               | 1760                                               | 1770                                               | 1780                                               | 1790                                               |
| -------------------------------------------------- | -------------------------------------------------- | -------------------------------------------------- | -------------------------------------------------- | -------------------------------------------------- | -------------------------------------------------- | -------------------------------------------------- | -------------------------------------------------- | -------------------------------------------------- | -------------------------------------------------- | -------------------------------------------------- |
| Einwohner                                          |                                                    |                                                    |                                                    |                                                    |                                                    |                                                    |                                                    |                                                    |                                                    | 401                                                |
| Jahr                                               | 1800                                               | 1810                                               | 1820                                               | 1830                                               | 1840                                               | 1850                                               | 1860                                               | 1870                                               | 1880                                               | 1890                                               |
| Einwohner                                          | 734                                                | 1100                                               | 1210                                               | 1306                                               | 1229                                               | 1279                                               | 1000                                               | 911                                                | 847                                                | 900                                                |
| Jahr                                               | 1900                                               | 1910                                               | 1920                                               | 1930                                               | 1940                                               | 1950                                               | 1960                                               | 1970                                               | 1980                                               | 1990                                               |
| Einwohner                                          | 851                                                | 796                                                | 743                                                | 684                                                | 576                                                | 628                                                | 645                                                | 717                                                | 889                                                | 1023                                               |
| Jahr                                               | 2000                                               | 2010                                               | 2020                                               | 2030                                               | 2040                                               | 2050                                               | 2060                                               | 2070                                               | 2080                                               | 2090                                               |
| Einwohner                                          | 1393                                               | 1371                                               | 1365                                               |                                                    |                                                    |                                                    |                                                    |                                                    |                                                    |                                                    |

## Wirtschaft und Infrastruktur

### Verkehr
Durch die Town führen zwei größere Landstraßen: die Vermont State Route 17 und die Vermont State Route 22A. Bei Chimney Point beginnt zudem die Vermont State Route 125, die südlich in Richtung Bridport zieht. Der nächste Flughafen ist der etwa 15 km entfernte Middlebury State Airport.

### Öffentliche Einrichtungen
Mit Ausnahme des Rathauses und der Schule gibt es keine öffentlichen Einrichtungen in Addison. Das zuständige Krankenhaus ist das Porter Medical Center in Middlebury.

### Bildung
Addison gehört mit Ferrisburgh, Panton, Waltham und Vergennes zum Addison Northwest School District.
In der Addison Central School werden Grundschüler bis zur 6. Klasse unterrichtet. Für weiterführende Ausbildung müssen die Schulen der umliegenden Gemeinden genutzt werden.
Die Bixby Memorial Free Library in Vergennes ist für die Towns Addison, Ferrisburgh, Panton, Vergennes und Waltham die gemeinsam betriebene öffentliche Bibliothek.